# Kyrksæterøra
Kyrksæterøra è un villaggio della Norvegia, situato nella municipalità di Heim, nella contea di Trøndelag.